# The Diamonds
The Diamonds zijn een Canadees vocaal kwartet dat in de jaren 1950 en begin jaren 1960 bekendheid kreeg met 16 Billboard-hitplaten. Ze waren het meest bekend om het interpreteren en introduceren van vocale rhythm-and-blues aan het bredere popmuziekpubliek. In tegenstelling tot een populaire mythe, was de vader van Tom Hanks nooit lid van de groep.

## Oprichting en bezetting
De groep bestond uit leadzanger Dave Somerville (Guelph, 2 oktober 1933 – Santa Barbara, 14 juli 2015), tenor Ted Kowalski (Toronto, 16 mei 1931 – Whitby, 8 augustus 2010), bariton Phil Levitt (9 juli 1935) en bas Bill Reed (Toronto, 11 januari 1936 – 22 oktober 2004). Ze hadden elkaar leren kennen tijdens hun studie aan de universiteit van Toronto.

## Carrière

### De jaren 1950
In 1953 ontmoette Dave Somerville, terwijl hij werkte als geluidstechnicus voor de Canadian Broadcasting Corporation in Toronto, drie andere jonge zangers. Ze besloten het stand-upkwartet The Diamonds te formeren. Het eerste optreden van de groep was in de kelder van de St. Thomas van Aquinokerk in Toronto en zong in een kerstminstrelshow. De reactie van het publiek op de door Somerville geleide groep was zo positief dat ze die avond besloten om professioneel te worden.
Na 18 maanden van repetitie, reden ze naar New York en eindigden op de 1e plaats bij Talent Scouts van Arthur Godfrey. De prijs om een week gastartiest te zijn in de show van Godfrey leidde tot een platencontract bij Coral Records. Professionele muzikant Nat Goodman werd hun manager. Coral bracht vier nummers uit, met als meest opvallende Black Denim Trousers & Motorcycle Boots, geschreven door Jerry Leiber & Mike Stoller.
De volgende grote stap was een auditie met radiodiskjockey Bill Randle uit Cleveland, die had bijgedragen aan het succes van enkele populaire groepen, zoals The Crew Cuts. Randle was onder de indruk van The Diamonds en stelde ze voor aan een producent bij Mercury Records, die de groep een platencontract aanbood.
De eerste opname van The Diamonds voor Mercury was Why Do Fools Fall in Love (ontstaan door Frankie Lymon & the Teenagers), die nummer 12 in de Verenigde Staten bereikte als hun eerste hit en hun vervolghitsingle The Church Bells May Ring (oorspronkelijk door The Willows) bereikte nummer 14 in de Verenigde Staten. De grootste hits van de Diamonds waren Little Darlin' uit 1957 (oorspronkelijk opgenomen door The Gladiolas, geschreven door Maurice Williams) en The Stroll (1957), een origineel lied geschreven voor de groep door Clyde Otis, naar een idee van Dick Clark.
Hoewel ze waren gecontracteerd om rock-'n-roll te doen, koppelde Mercury ze ook aan jazzcomponist en arrangeur Pete Rugolo, in een van zijn opnamen uit de Meet-serie. Het album The Diamonds Meet Pete Rugolo stelde hen in staat terug te keren naar hun roots en een aantal gevestigde normen te hanteren.
De groep zong Little Darlin' en Where Mary Go in de film The Big Beat. Ze zongen het themalied Kathy O' van de film uit 1958.
Hun televisieoptredens omvatten de tv-shows van Steve Allen, Perry Como, Vic Damone, Tony Bennett, Eddy Arnold en Paul Winchell. Ze verschenen ook bij American Bandstand.
In de late jaren 1950 verlieten Reed, Kowalski en Levitt de groep en werden vervangen door Mike Douglas, John Felten en Evan Fisher.

### De jaren 1960, 1970 en 1980
Ondanks de steeds veranderende stijl van rock-'n-roll en het aflopen van hun Mercury-contract, bleven The Diamonds door het land toeren. Nadat Dave Somerville in 1961 de groep had verlaten om een folkzangcarrière na te streven als David Troy, werd hij vervangen door Jim Malone. Er waren geen hitrecords meer van The Diamonds nadat Somerville was vertrokken.
Gedurende de jaren 1960 en 1970 traden The Diamonds voornamelijk op in Las Vegas, eerst geleid door Mike Douglas, later door Glenn Stetson. Op een gegeven moment waren er minstens twee groepen die optraden onder de naam Diamonds, de andere werd voornamelijk geleid door John Felten tot zijn dood op 17 mei 1982 bij een vliegtuigongeluk. Hierdoor ontstond eind jaren 1980 een probleem dat uiteindelijk voor de rechter kwam. Het recht op het gebruik van de naam The Diamonds werd toegekend aan Gary Owens (een lid van de groep van Felten) waarbij de oorspronkelijke leden hun naam elk jaar bij speciale gelegenheden mochten gebruiken. Owens, samen met leden Bob Duncan, Steve Smith (beiden voormalige leden van de band en het televisieprogramma van Lawrence Welk) en Gary Cech, brachten in 1987 het album Diamonds Are Forever uit, dat de twee nummers Just a Little Bit en Two Kinds of Women bevatte, die zich plaatsten in de onderste regionen van de Country Music Charts.
In 1986 openden Glenn Stetson en Dick Malono Little Darln's Rock and Roll Palace in de buurt van Disney in Orlando, wat een magisch succes was voor alle acts uit die tijd. Het Country Music Network startte ook met video's van de groepen die op het tv-netwerk gingen. In 1983 waren The Diamonds met Glenn Stetson de eerste rock-'n-rollgroep die op het Country Music Network ging tijdens de show Nashville Now met Ralph Emory.

### De jaren 2000 en daarna
The Diamonds kregen opnieuw nationale aandacht in 2000, toen de oorspronkelijke leden werden uitgenodigd om te zingen in de PBS-productie van Doo-Wop 51 van T.J. Lubinsky, en opnieuw in de PBS-productie Magic Moments - The Best of '50s Pop in 2004. In 2012 werden The Diamonds vermeld als gaststerren met The Fabulous Palm Springs Follies in het Plaza Theatre in Palm Springs.
The Diamonds blijven toeren tot op de dag van vandaag met de bezetting Gary Owens (bariton), Adam David Marino (tenor), Michael Lawrence (lead) en Jeff Dolan (bas), hoewel geen van de leden van de oorspronkelijke groep is die platen had bij Mercury Records.

## Overlijden
Stetson kreeg in 2000 een harttransplantatie en overleed in 2003. Oorspronkelijk lid Kowalski overleed op 8 augustus 2010 op 79-jarige leeftijd aan een hartaandoening. Douglas overleed bij een auto-ongeluk op 2 juli 2012 op 78-jarige leeftijd. Somerville overleed op 14 juli 2015 in Santa Barbara.

## Onderscheidingen
In 1984 werden The Diamonds geëerd met de opname in de Canadian Music Hall of Fame.

## Discografie

### Singles
- 1955: Black Denim Trousers and Motorcycle Boots
- 1956: Why Do Fools Fall in Love
- 1956: Smooch Me
- 1956: The Church Bells May Ring
- 1956: Love, Love, Love
- 1956: Ka-Ding-Dong
- 1957: Little Darlin'
- 1957: Words of love
- 1957: The Stroll
- 1958: She Say (Oom Dooby Doom)
- 1959: Young in Years
- 1961: One Summer Night
- 1962: The Horizontal Lieutenant